# Hemileuca sororius
Hemileuca sororius är en fjärilsart som beskrevs av H.Edwards. 1881. Hemileuca sororius ingår i släktet Hemileuca och familjen påfågelsspinnare. Inga underarter finns listade i Catalogue of Life.